# Anh đào Royal Ann
Anh đào Royal Ann hay Royal Anne (còn được gọi là Napoleon, Napoleon Bigarreau và Nữ vương Anne) là một loại anh đào, có hình dáng và hương vị tương tự như ' anh đào Rainier '.

## Sinh học
Giới: Plantae 
Nhóm: Magnoliophyta 
Lớp: Magnoliopsida 
Họ: Rosaseae 
Chi: Prunus 
Tên khoa học: Prunus avium 

#### Về Royal Ann
Cây anh đào Royal Ann là những cây nửa lùn lâu năm nở hoa vào đầu tháng Tư và được thu hoạch vào giữa mùa hè. Chúng là những cây rụng lá với nét đặc trưng là những chiếc lá màu xanh đậm và cụm hoa nhỏ màu trắng thơm rộng khoảng 2,5–3 cm. Hoa Royal Ann là loài lưỡng tính, chứa cả cơ quan sinh sản đực và cái, tuy nhiên, cây không thể tự thụ phấn. Một loài thụ phấn khác là cần thiết để việc thụ tinh xảy ra, phổ biến nhất là ong. Mỗi bông hoa tiếp tục tạo ra một quả anh đào Ann. Một cây trưởng thành đủ khả năng có thể sản xuất quả Royal Ann có chiều cao khoảng 12–15 feet. Cây thích một nửa đến cả ngày nắng và đất có hệ thống thoát nước tốt. Cây Royal Ann yêu cầu khí hậu ôn hòa, nơi nhiệt độ trung bình mùa đông không giảm xuống dưới 10 độ F.
Anh đào Royal Ann là quả hạch kích thước tương tự như hầu hết các giống anh đào, và có màu vàng đến màu hồng nhạt. Quả Royal Ann thường bị nhầm với quả của anh đào Rainier vì về bề ngoài và hương vị tương tự nhau. Cây cho quả trong vòng 1 năm 3 năm sau khi trồng và được coi là trưởng thành hoàn toàn khoảng 8 tuổi. Cây Royal Ann có thể sản xuất tới 50 pound anh đào mỗi mùa.

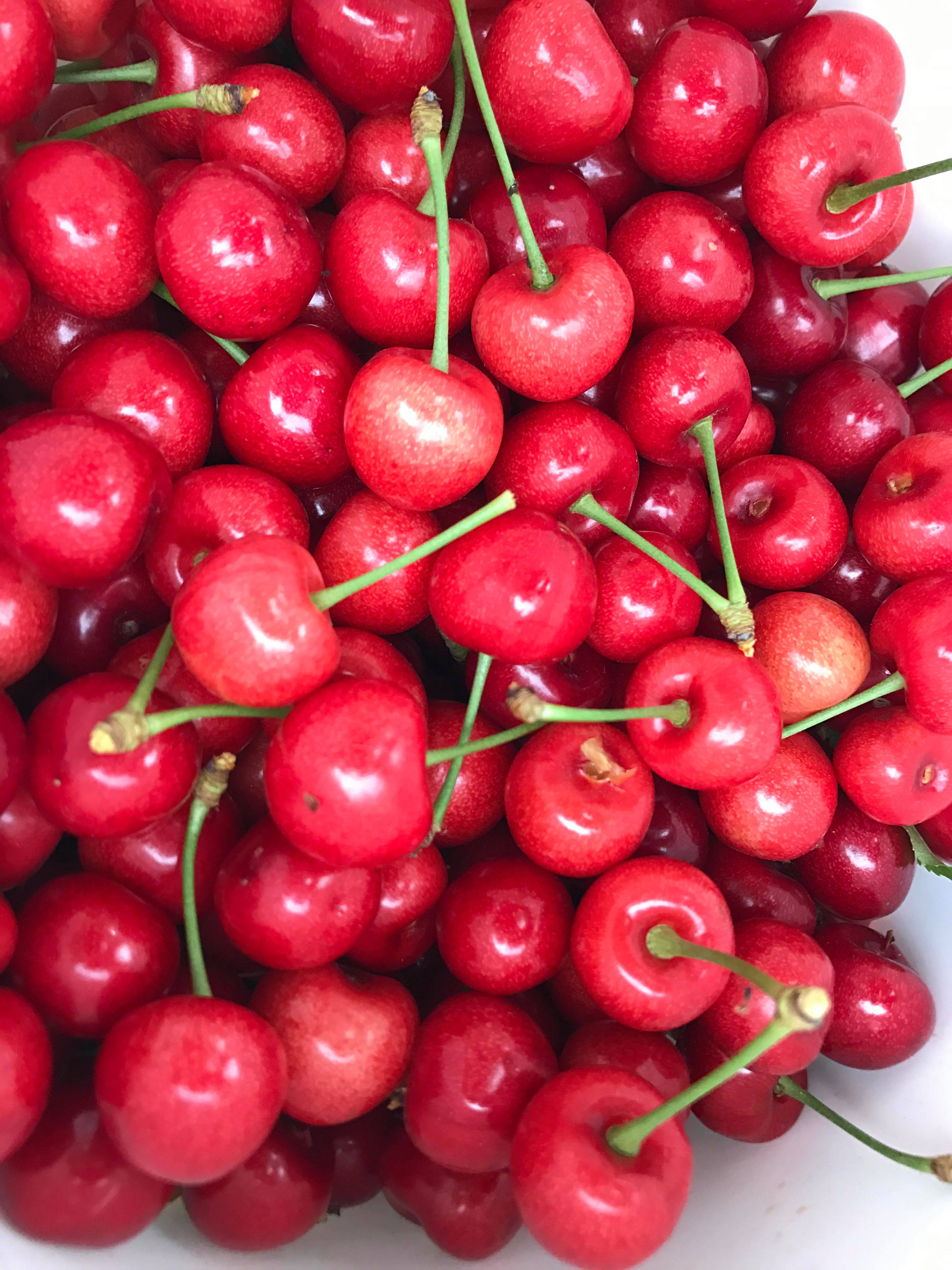
Anh đào Ann Ann thu hoạch từ một trang trại Tây Nam Michigan

##### Hàm lượng chất dinh dưỡng
Anh đào nổi tiếng vì chứa hàm lượng chất chống oxy hóa cao, là những chất ức chế quá trình oxy hóa trong các sinh vật sống. Quẩ có vị ngọt, vì Royal Ann cũng có nhiều đường, ví dụ như glucose, fructose, sucrose, và sorbitol. Các axit hữu cơ trong quả anh đào ngọt bao gồm malic, citric, shikimic và fumaric.
Quả hạch được biết là có chứa các hợp chất độc hại sản xuất hydro xyanua, độc hại hoặc gây chết người với liều lượng lớn. Những hợp chất này có thể được tìm thấy trong vỏ cây, hoa, hạt và lá của cây anh đào. Trẻ em đã bị nhiễm độc trong quá khứ bằng cách ăn hoặc nuốt một lượng lớn hạt giống. Chăn nuôi có thể bị giết bằng cách chăn thả trên cành và lá của chúng.

## Thuần hóa
Người ta cho rằng anh đào có nguồn gốc đầu tiên ở Thổ Nhĩ Kỳ, gần Biển Đen. Việc trồng trọt đã được ghi nhận bởi người Hy Lạp, những người đã giúp trái cây lan rộng qua Đế chế La Mã và sang Anh, nơi cây anh đào được sử dụng làm nguồn thực phẩm và cũng là một loại gỗ.
Cây anh đào ngọt ngào ban đầu được đưa đến Hoa Kỳ với thực dân vào năm 1629. Năm 1847, Henderson Lewelling đã mang 700 cây ăn quả Napoleon Bigarreau từ Iowa đến Thung lũng Willamette của Oregon để bắt đầu trồng một vườn anh đào. Seth Lewelling gia nhập với anh trai Henderson năm 1850, anh đổi tên thành cây 'Royal Ann'. Seth sau đó đã phát triển anh đào Bing.

## Canh tác
Cây anh đào ngọt được dán nhãn là rất ngon và tinh tế. Chúng không phải là một lựa chọn phổ biến để phát triển bởi những người làm vườn vì trồng chúng có thể rất tốn thời gian. Lời khuyên cho việc tạo điều kiện tăng trưởng và thu hoạch bao gồm việc uốn các nhánh.
Cây anh đào ngọt phát triển theo chiều dọc rất nhanh, vì nhiều chất dinh dưỡng từ ánh sáng mặt trời có nghĩa là năng suất trái cây cao hơn. Tuy nhiên, cây càng thẳng đứng thì càng có nhiều lá trên cây hơn là quả. Bằng cách uốn các cành cây ở góc 30-60 độ so với thân cây và giữ neo chúng xuống đất, cây sẽ sinh ra nhiều trái và ra ít lá hơn. Kết quả nghiên cứu cho thấy các nhánh được uốn sẽ làm chậm quá trình giải phóng hormone chảy qua cây, điều này rất cần thiết cho sự phát triển của quả.

#### Sâu bệnh, v.v.
Chim là loài gây hại phổ biến nhất của cây anh đào, vì chúng tìm kiếm những trái ngọt. Chim có thể bị đẩy lùi bằng cách sử dụng lưới để che cây trong vườn hoặc triển khai băng flash để dọa chúng sợ.
Vi khuẩn gây loét là một bệnh có thể ảnh hưởng đến tất cả các cây anh đào, bao gồm cả cây Royal Ann. Dấu hiệu của bệnh bao gồm các nhánh chết và các đốm hư hỏng màu nâu trên cành hoặc thân cây. Vi khuẩn gây loét có thể được ngăn chặn bằng cách áp dụng phun chất đồng vào cây trong những tháng mùa thu và mùa đông.
Một vấn đề phổ biến khác là mưa. Điều này xảy ra khi quả anh đào gần chín, và đầy đủ chất dinh dưỡng. Với lượng nước dư thừa, vỏ của trái cây không còn có thể giữ tất cả các chất dinh dưỡng cùng với chất lỏng và sau đó sẽ vỡ ra.

## Sử dụng của con người
Bởi vì đặc điểm chắc thịt của chúng, anh đào Royal Ann là lý tưởng cho việc đóng hộp thương mại và tiêu đùng hằng ngày. Chúng thường được sử dụng để làm bánh nướng, nước sốt và mứt vì vị ngọt tự nhiên của chúng. Bởi vì anh đào Royal Ann rất mỏng manh, chúng là một lựa chọn tuyệt vời để đóng hộp vì trái cây không được lựa chọn dựa trên vẻ bề ngoài như thể nó được mới hái. Anh đào Royal Ann màu tím bầm sẽ giữ được hương vị khi nghiền thành một chiếc bánh hoặc trong bảo quản đóng hộp.
Anh đào Royal Ann cũng là một loại quả lý tưởng được sử dụng để làm anh đào maraschino cho các món cocktail và các món ăn. Anh đào Royal Ann cũng tuyệt vời và ngọt ăn tươi.